# Оштра Стијена
Оштра Стијена је насеље у Србији у општини Пријепоље у Златиборском округу. Према попису из 2022. било је 25 становника.

## Демографија
У насељу Оштра Стијена живи 103 пунолетна становника, а просечна старост становништва износи 39,8 година (37,8 код мушкараца и 42,1 код жена). У насељу има 36 домаћинстава, а просечан број чланова по домаћинству је 3,42.
Становништво у овом насељу веома је нехомогено, а у последња три пописа, примећен је пад у броју становника.
|  |

| Демографија | Демографија | Демографија |
| Година      | Становника  | Становника  |
| ----------- | ----------- | ----------- |
| 1948.       | 286         |             |
| 1953.       | 385         |             |
| 1961.       | 331         |             |
| 1971.       | 294         |             |
| 1981.       | 267         |             |
| 1991.       | 139         | 138         |
| 2002.       | 123         | 140         |

| Етнички састав према попису из 2002.‍ | Етнички састав према попису из 2002.‍ | Етнички састав према попису из 2002.‍ | Етнички састав према попису из 2002.‍ | Етнички састав према попису из 2002.‍ |
| ------------------------------------ | ------------------------------------ | ------------------------------------ | ------------------------------------ | ------------------------------------ |
|                                      |                                      |                                      |                                      |                                      |
| Бошњаци                              | Бошњаци                              |                                      | 79                                   | 64,22%                               |
| Муслимани                            | Муслимани                            |                                      | 36                                   | 29,26%                               |
| Срби                                 | Срби                                 |                                      | 4                                    | 3,25%                                |
| Југословени                          | Југословени                          |                                      | 1                                    | 0,81%                                |
| непознато                            | непознато                            |                                      | 3                                    | 2,43%                                |

| Година пописа     | 1948. | 1953. | 1961. | 1971. | 1981. | 1991. | 2002. |
| ----------------- | ----- | ----- | ----- | ----- | ----- | ----- | ----- |
| Број домаћинстава | 58    | 68    | 64    | 54    | 55    | 36    | 36    |

| Број чланова      | 1 | 2 | 3 | 4 | 5 | 6 | 7 | 8 | 9 | 10 и више | Просек |
| ----------------- | - | - | - | - | - | - | - | - | - | --------- | ------ |
| Број домаћинстава | 6 | 7 | 8 | 5 | 5 | 2 | 2 | 1 | 0 | 0         | 3,42   |

| Пол    | Укупно | Неожењен/Неудата | Ожењен/Удата | Удовац/Удовица | Разведен/Разведена | Непознато |
| ------ | ------ | ---------------- | ------------ | -------------- | ------------------ | --------- |
| Мушки  | 59     | 31               | 26           | 1              | 1                  | 0         |
| Женски | 50     | 17               | 28           | 4              | 0                  | 1         |
| УКУПНО | 109    | 48               | 54           | 5              | 1                  | 1         |

| Пол    | Укупно                    | Пољопривреда, лов и шумарство | Рибарство                            | Вађење руде и камена | Прерађивачка индустрија       |
| ------ | ------------------------- | ----------------------------- | ------------------------------------ | -------------------- | ----------------------------- |
| Мушки  | 28                        | 22                            | 0                                    | 0                    | 3                             |
| Женски | 17                        | 16                            | 0                                    | 0                    | 1                             |
| УКУПНО | 45                        | 38                            | 0                                    | 0                    | 4                             |
| Пол    | Производња и снабдевање   | Грађевинарство                | Трговина                             | Хотели и ресторани   | Саобраћај, складиштење и везе |
| Мушки  | 0                         | 1                             | 1                                    | 0                    | 1                             |
| Женски | 0                         | 0                             | 0                                    | 0                    | 0                             |
| УКУПНО | 0                         | 1                             | 1                                    | 0                    | 1                             |
| Пол    | Финансијско посредовање   | Некретнине                    | Државна управа и одбрана             | Образовање           | Здравствени и социјални рад   |
| Мушки  | 0                         | 0                             | 0                                    | 0                    | 0                             |
| Женски | 0                         | 0                             | 0                                    | 0                    | 0                             |
| УКУПНО | 0                         | 0                             | 0                                    | 0                    | 0                             |
| Пол    | Остале услужне активности | Приватна домаћинства          | Екстериторијалне организације и тела | Непознато            | Непознато                     |
| Мушки  | 0                         | 0                             | 0                                    | 0                    | 0                             |
| Женски | 0                         | 0                             | 0                                    | 0                    | 0                             |
| УКУПНО | 0                         | 0                             | 0                                    | 0                    | 0                             |